# Maurizio Nannucci

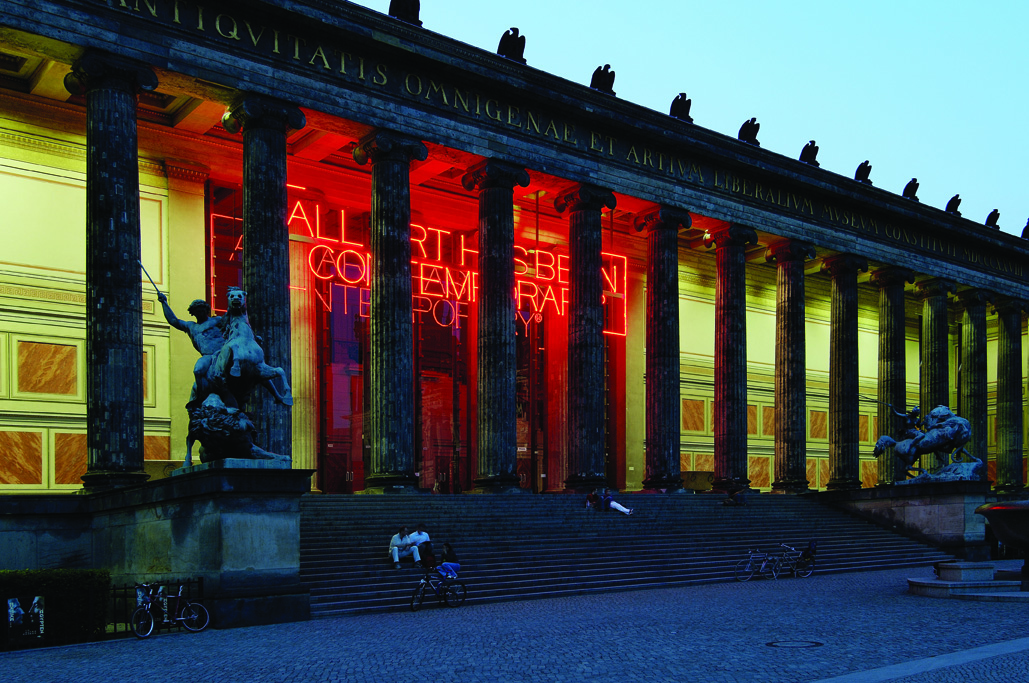
Maurizio Nannucci, All Art Has Been Contemporary, 1999/2000, neon lights. Altes Museum, Berlin

Maurizio Nannucci (Firenze, 20 aprile 1939) è un artista italiano.

## Biografia
Maurizio Nannucci nasce a Firenze il 20 aprile 1939. Dopo aver studiato all’Accademia di Belle Arti a Firenze e a Berlino, frequenta corsi di musica elettronica e lavora per diversi anni con gruppi di teatro sperimentale, disegnando scenografie. Nel 1968 fonda a Firenze la casa editrice Exempla e la Zona Archives Edizioni, svolgendo ancora oggi un’intensa attività editoriale pubblicando libri e dischi d’artista, multipli e documenti di altri artisti.
Dal 1974 al 1985 ha fatto parte dello spazio non-profit Zona, a Firenze organizzando oltre duecento mostre ed eventi. Nel 1981 ha creato Zona Radio, una emittente radiofonica dedicata ai lavori sonori d'artista e alla musica sperimentale, poi co- fondatore nel 1998 assieme ad altri artisti di Base / Progetti per l'arte, uno spazio non profit di artisti per altri artisti. Sin dalla metà degli anni sessanta, Maurizio Nannucci esplora il rapporto tra arte, linguaggio e immagine, tra luce-colore e spazio, creando inedite proposte concettuali, caratterizzate dall’utilizzo di media diversi: neon, fotografia, video, suono, edizioni e libri d’artista.
Sono del 1967 le prime opere in neon che apportano al suo lavoro una dimensione più varia di significati e una nuova percezione dello spazio. Da allora la ricerca di Nannucci si è sempre interessata a un dialogo interdisciplinare tra opera, architettura e paesaggio urbano, come dimostrano le collaborazioni con Renzo Piano, Massimiliano Fuksas, Mario Botta, Nicolas Grimshaw, Stephan Braunfels. Ha partecipato più volte alla Biennale di Venezia d’arte e di architettura, a Documenta di Kassel, alle Biennali di San Paolo, Sydney, Istanbul e Valencia e ha esposto nei più importanti musei e gallerie di tutto il mondo.
Tra le sue installazioni al neon in luoghi e istituzioni pubbliche si ricordano: Carpenter Center, Harvard University, Cambridge; Auditorium Parco della Musica, Roma; Bibliothek des Deutschen Bundestages e Altes Museum, Berlino; Kunsthalle, Vienna; Lenbachhaus Monaco di Baviera; Villa Arson, Nizza; Fondazione Peggy Guggenheim, Venezia; Mamco, Ginevra; Galleria d’arte moderna, Torino; Hubbrücke, Magdeburgo; Galleria degli Uffizi, Firenze; Museum of Fine Arts, Boston; Maxxi, Roma. Numerose sono state recentemente le installazioni di Nannucci in spazi pubblici a Milano: dalla grande “And what about the truth” in Triennale (2006) a “No more excuses”, realizzato per l’Expo 2015 sulla facciata del Refettorio Ambrosiano di Piazzale Greco e sul Palazzo delle Scintille, City Life.Tra le mostre da segnalare la sua partecipazione a: “Anni Settanta”, alla Triennale di Milano (2007); “Fuori! Arte e Spazio Urbano 1968/1976”, al Museo del Novecento (2011); “Ennesima”, alla Triennale (2016); “L’Inarchiviabile” al FM Centro per l’Arte Contemporanea (2016).

Maurizio Nannucci, More than meets the eye MAXXI Roma 2015

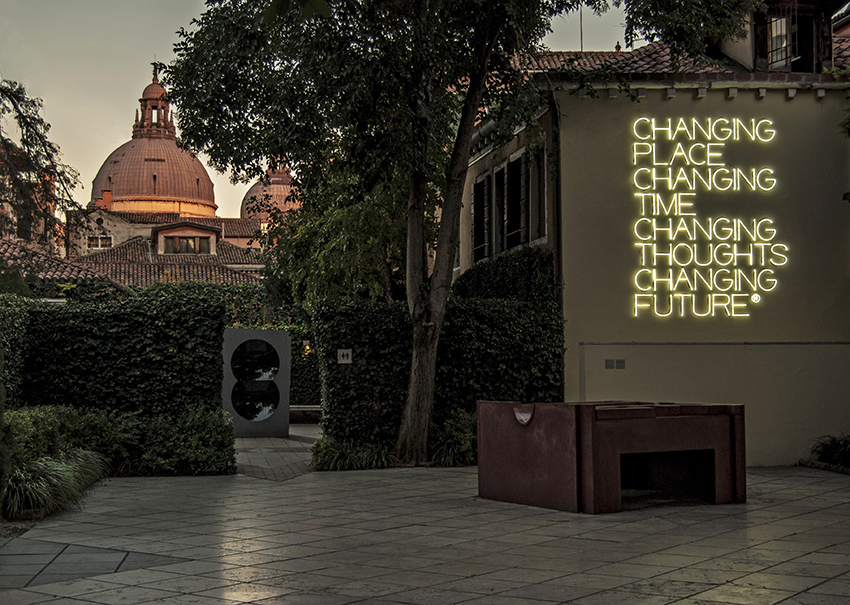
Maurizio Nannucci, Changing place, Guggenheim Venice, 2003

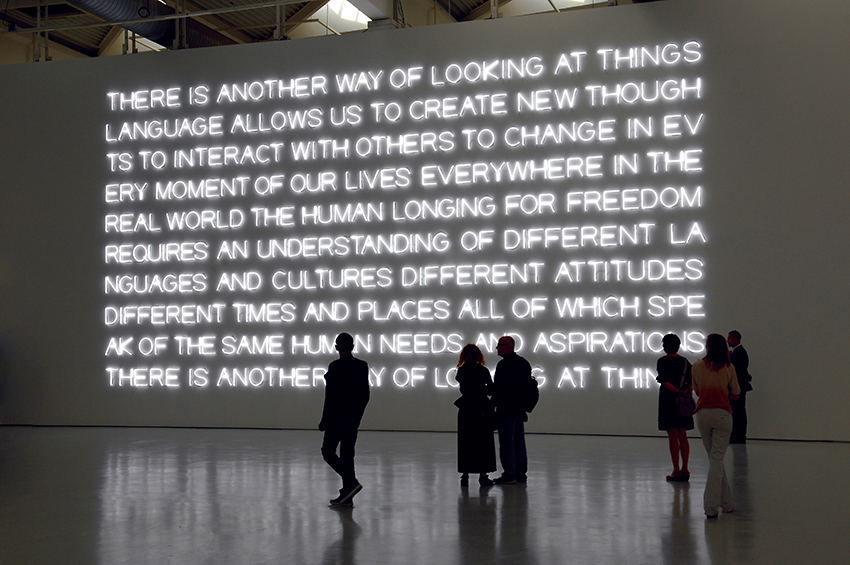
Maurizio Nannucci, There is another way of looking, MAM Saint'Etienne, 2012

Maurizio Nannucci, Shadow of light, Kasseler Kunstverein Friedericianum, Kassel, 1993

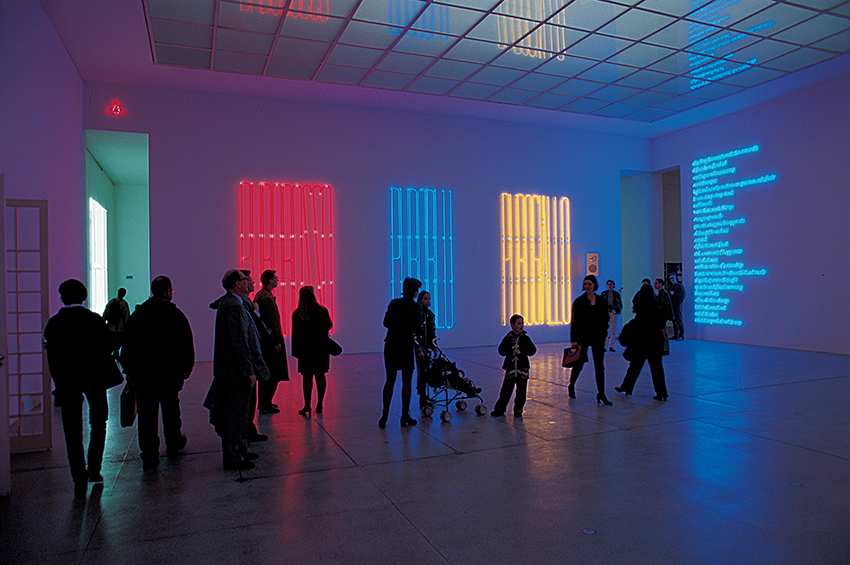
Maurizio Nannucci, Puro rosso puro giallo puro blu, 1990

## Installazioni pubbliche nei musei
- Museum of Fine Arts, Boston
- Cnap, Centre National des Arts Plastiques, Paris & Metz
- Kunsthalle Weishaupt, Ulm
- Carpenter Center, Harvard University, Cambridge
- Bibliothek des Deutschen Bundestages, Berlin
- Bundesministerium Auswärtiges Amt, Berlin
- Altes Museum, Museumsinsel, Berlin
- Städtische Galerie im Lenbachhaus, München
- Europäisches Patentamt, München
- Sprengel Museum, Hannover
- Musée d’Art Contemporain, Lyon
- Mamco, Musée d’Art Moderne et Contemporaine, Genève
- Villa Arson, Nice
- Frac Nord-Pas de Calais, Dunquerke
- Frac Corse, Bastia
- Universität / Università, Bozen / Bolzano
- Centro per l'arte contemporanea Luigi Pecci, Prato
- Bank-Building, Edinburgh
- Parco della Musica, Auditorium di Roma
- Aeroporto Fiumicino, Terminal A, Roma
- Galleria d’Arte Moderna, Torino
- Museo Novecento di Firenze
- Schauwerk, Sindelfingen
- Museion, Bolzano
- Neue Galerie am Joanneum, Graz
- Villa Medicea, La Magia, Quarrata
- Mambo, Museo d’Arte Moderna, Bologna
- Centro de Arte de Salamanca
- Petersbrunnhof, Salzburg
- Muhkka, Museum van Hedendaagse Kunst, Antwerpen
- Bank für Internationalen Zahlungsausgleich, Basel
- Peggy Guggenheim Collection, Venezia
- Van der Heydt Museum, Wuppertal
- Kunstraum Alexander Bürkle, Freiburg
- Muzej Suvremene Umjetnostii, Zagreb
- Museum am Ostwall, Dortmund
- Centre Georges Pompidou, Paris
- Stedelijk Museum, Amsterdam
- Museum of Modern Art, New York
- National Gallery of Canada, Ottawa
- The Sol LeWitt Collection, Chester
- Enssib, Villeurbanne, Lyon
- Museum der Moderne Mönchsberg, Salzburg
- Museum Sztuki, Lòdz
- Fondazione Teseco, Pisa
- Swiss Office Building, Airport Basel / Mulhouse / Freiburg
- Münchener Rück, München & Milano
- Borusan Contemporary, Istanbul
- Zumtobel, Dornbirn
- Bury Art Gallery Museum, Bury
- Museum of Fine Arts, Boston
- Otto Maier Verlag, Ravensburg
- Museo del Novecento, Arengario, Milano
- Viessmann, Information Center, Berlin
- Dresdner Bank, Frankfurt
- Deutsche Flugsicherung, Hannover
- Spreespeicher, Berlin
- Hubbrücke, Kloster Unserer Lieben Frauen, Magdeburg
- Università Bocconi, Milano
- Mart, Museo d’Arte Contemporanea, Rovereto
- City Light, Palazzo delle Scintille. Milano
- Refettorio Ambrosiano, Milano
- Rocca Aldobrandesca, Talamone
- Italics Art and Landscape, L'Aquila